# Негрин (Падова)
Негрин је насеље у Италији у округу Падова, региону Венето.
Према процени из 2011. у насељу је живело 72 становника. Насеље се налази на надморској висини од 20 м.